# José de Villamor Maldonado
José de Villamor Maldonado fue un fraile franciscano nacido en Quito durante el último cuarto del siglo XVI. Su influencia y carrera se extendieron significativamente más allá de su ciudad natal.

## Biografía
En 1618, viajó a España como representante de su provincia y participó en el Capítulo de la Orden celebrado en Salamanca. Por su labor, el General de la Orden lo nombró confesor en el Monasterio de Valdemoro, cargo que desempeñó durante diecisiete años. Posteriormente, ascendió a Comisario General de Tierra Santa por siete años y luego designado confesor y director espiritual de la Condesa Duquesa de Olivares. El rey Felipe IV lo nombró Comisario General de Indias, nombramiento ratificado por el ministro general de la Orden el 16 de enero de 1641. Finalmente, en 1648, tras la muerte del padre Juan de Nápoles, asumió el cargo de Comisario General de toda la Orden Franciscana. En 1650, certificó el envío a Quito de una réplica de la Virgen del Pilar de Zaragoza, destinada al culto en la iglesia del convento de San Pablo. En 1649, dirigió la impresión en Zaragoza de su libro El más escondido retiro del alma, que tiene como subtítulo "en que se descubre la preciosa vida de los muertos y su glorioso sepulcro". Ese mismo año, publicó en Madrid La Autoridad del Comisario General de Indias. Colaboró además con los padres Pedro de Alba y Pedro de Balbas en la obra Armentario Seráfico en defensa del privilegio de la Inmaculada Concepción, publicada en Madrid en 1648.
Fray José de Villamor Maldonado falleció en Madrid en el año 1652. Se le reconoce, por haber trascendido el entorno local.